# Tom Brady (reżyser)
Tom Brady, właśc. Thomas Adam Brady (ur. 30 października 1963) – amerykański reżyser, scenarzysta, aktor i producent filmowy.

## Życiorys
Karierę rozpoczął rolą w filmie Rok w piekle. Na swoim koncie ma scenariusze m.in. do filmów The Critic, Gorąca laska czy Zwierzak. Jest absolwentem Uniwersytetu Harvarda i University of Hawaii at Manoa.

## Filmografia

### Aktor
- Rok w piekle jako Hull

### Scenarzysta
- Simpsonowie (1989)
- Pan Złota Rączka
- Niegrzeczni panowie
- The Critic
- Sports Illustrated: Swimsuit ’97 (1997)
- Sports Night
- Zwierzak (2001)
- Gorąca laska (2002)

### Reżyser
- Gorąca laska (2002)
- Sportowy film (2007)
- Bucky Larson: Urodzony gwiazdor (2011)

### Producent
- The Critic
- Hudson Street (1995)